# 298762 Sarahgallagher
298762 Sarahgallagher este o planetă minoră (asteroid) din centura de asteroizi. A fost descoperită pe 26 aprilie 2004 la Mauna Kea Observatories⁠(d) de Paul A. Wiegert⁠(d). 
Obiectul prezintă o orbită caracterizată de o semiaxă mare de 2,1413242602691 UAi, o excentricitate de 0,08516651953393, o înclinație de 2,233778675653 ° în raport cu ecliptica.